# Хронологія рекордів Європи з бігу на 60 метрів з бар'єрами серед жінок
Рекорди Європи з бігу на 60 метрів з бар'єрами серед жінок визнаються Європейською легкоатлетичною асоціацією з-поміж результатів, показаних легкоатлетками країн-членів асоціації на відповідній дистанції на біговій доріжці, за умови дотримання встановлених вимог.
Ратифікація рекордів Європи в цій дисципліні на аренах з короткою доріжкою під дахом (в приміщенні) з 1 січня 1987. До 1987, велась неофіційна статистика вищих європейських досягнень з бігу на 60 метрів з бар'єрами в приміщенні, як за автоматичним (електронним), так і за ручним хронометражем.
Із березня 2024 ратифікація рекордів Європи у цій дисципліні була поширена також і на результати, які будуть показані і просто неба.

## Хронологія вищих європейських досягнень

### Ручний хронометраж
| Результат | Атлет                  | Місто змагань | Дата змагань | Примітки | Відео |
| --------- | ---------------------- | ------------- | ------------ | -------- | ----- |
| 8,1i      | Ірина Пресс СРСР       | Дортмунд      | 27.03.1966   |          |       |
| 8,1i      | Карін Бальцер НДР      | Софія         | 14.03.1971   |          |       |
| 8,1i      | Єва Вільмс ФРН         | Берлін        | 30.01.1977   |          |       |
| 7,9i      | Олена Бісерова СРСР    | Ленінград     | 22.01.1984   |          |       |
| 7,7i      | Тетяна Малюванець СРСР | Київ          | 03.02.1984   |          |       |

### Автоматичний хронометраж
| Результат | Атлет                  | Місто змагань | Дата змагань | Примітки | Відео |
| --------- | ---------------------- | ------------- | ------------ | -------- | ----- |
| 8,06i     | Аннелі Ергардт НДР     | Роттердам     | 11.03.1973   |          |       |
| 8,02i     | Аннелі Ергардт НДР     | Роттердам     | 11.03.1973   |          |       |
| 7,90i     | Аннелі Ергардт НДР     | Гетеборг      | 07.03.1974   |          |       |
| 7,86i     | Гражина Рабштин Польща | Забже         | 07.02.1979   |          |       |
| 7,86i     | Гражина Рабштин Польща | Забже         | 08.02.1979   |          |       |
| 7,84i     | Гражина Рабштин Польща | Забже         | 16.03.1980   |          |       |
| 7,84i     | Гражина Рабштин Польща | Забже         | 17.03.1980   |          |       |
| 7,77i     | Зофія Бєльчик Польща   | Зіндельфінген | 01.03.1980   |          |       |
| 7,75i     | Беттіне Ян НДР         | Будапешт      | 05.03.1983   |          |       |

## Хронологія рекордів Європи
| Результат                              | Атлетка                     | Місто змагань | Дата змагань | Примітки | Відео            |
| -------------------------------------- | --------------------------- | ------------- | ------------ | -------- | ---------------- |
| 7,74 (i)                               | Йорданка Донкова Болгарія   | Софія         | 14.02.1987   |          |                  |
| 7,73 (i)                               | Корнелія Ошкенат НДР        | Відень        | 25.02.1989   |          |                  |
| 7,71 (i)                               | Людмила Нарожиленко СРСР    | Челябінськ    | 04.02.1990   |          |                  |
| 7,69 (i)                               | Людмила Нарожиленко СРСР    | Челябінськ    | 04.02.1990   |          |                  |
| 7,68 (i)                               | Сюзанна Каллур Швеція       | Карлсруе      | 10.02.2008   | [ 1 ]    | Відео на YouTube |
| 7,67 (i)                               | Дітаджі Камбунджі Швейцарія | Апелдорн      | 07.03.2025   | [ 2 ]    |                  |
| 0 років, 18 днів від дати встановлення |                             |               |              |          |                  |